# Anthurium angustisectum
Anthurium angustisectum Engl., 1898 è una pianta della famiglia delle Aracee, endemica della Colombia.